# The Batman
Batman (engleză The Batman) este o serie de televiziune animată produsă de Warner Bros. Animation bazată pe super-eroul DC Comics Batman. Seria a fost difuzată din 11 septembrie 2004, până pe 8 martie 2008, în timpul blocului de televiziune Kids' WB, la început pe canalul The WB și apoi pe canalul The CW. Batman a câștigat șase premii Emmy Daytime pe parcursul difuzării sale. Multe elemente din poveștile anterioare cu Batman au fost împrumutate și adaptate, cum ar fi cele din cărțile de benzi desenate, seria de filme și seriale de animație ca Batman: Serialul de Animație din Universul de Animație DC; totuși, a rămas strict în cadrul propriei sale continuități distincte. Jeff Matsuda, cunoscut pentru Aventurile lui Jackie Chan, a realizat designurile personajelor și s-a ocupat cu regia artistică. Echipa de producție a modificat aparițiile multora dintre personajele cărților de benzi desenate pentru acest serial, cum ar fi Joker, Pinguinul și Riddler.
Toate cele cinci sezoane sunt disponibile pentru vizionare pe DVD. În 2005, a fost lansat un film direct-pe-video bazat pe serial intitulat Batman contra lui Dracula. Serialul a primit de asemenea o serie de cărți de benzi desenate, The Batman Strikes!, publicate de DC Comics, care există în aceeași continuitate și are același stil ca serialul.

## Rezumat
Omul cunoscut sub numele de Batman, protectorul costumat al orașului Gotham, este miliardarul Bruce Wayne (Rino Romano). Batman a început cu trei ani înainte de evenimentele serialului, iar poliția din Gotham City nu recunoaște public existența vigilantismului. Operând într-un bârlog secret sub conacul lui Bruce Wayne - cunoscută sub numele de Peștera Liliac - Batman și majordomul său, Alfred Pennyworth (Alastair Duncan), opresc criminalii cu ajutorul gadgeturilor high-tech și a unui supercomputer.

### Sezonul 1
La începutul primului sezon, crima din Gotham se află la un nivel scăzut, însă șeful poliției, Angel Rojas (Edward James Olmos în primul episod, Jesse Corti pentru restul serialului), ordonă ofițerilor săi să-l rețină pe Batman. Aceasta marchează prima recunoaștere a existenței lui Batman în serial. În ciuda ordinelor șefului, unul dintre detectivii lui, Ethan Bennett (Steve Harris), crede că orașul are nevoie de Batman. La începutul serialului, Bennett este asistat de un partener nou din Metropolis, Ellen Yin (Ming-Na Wen), care devine încetul cu încetul ruptă între angajamentul său față de lege și ordine și sentimentele sale personale față de Batman.
În timpul sezonului 1, atât Bennett, cât și Yin sunt însărcinați cu capturarea lui Batman. În acest prim sezon, Bruce Wayne se găsește în conflict între responsabilitățile lui Batman și viața lui obișnuită, deși acesta este susținut de primarul orașului Gotham, Marion Grange (Adam West, care a jucat pe Batman în seria de televiziune Batman din anii 1960). Până la sfârșitul sezonului, Bennett este torturat și mutat de Joker, transformând-ul pe Bennett în Clayface. Ca Clayface, el este forțat să se ascundă, în timp ce partenerul său, Yin, își dă seama că are dreptate în legătură cu Batman și formează o alianță cu el.
Printre răufăcătorii introduși în acest sezon sunt Rupert Thorne (Victor Brandt), Joker (Kevin Michael Richardson), Pinguinul (Tom Kenny), Catwoman (Gina Gershon), Mr. Freeze (Clancy Brown), Firefly (Jason Marsden), Ventriloquist și Scarface (Dan Castellaneta), Man-Bat (Peter MacNicol), Cluemaster (Glenn Shadix) și Bane (Joaquim de Almeida în prima apariție, Ron Perlman în a doua apariție și Clancy Brown în a treia apariție).

### Sezonul 2
De-a lungul celui de-al doilea sezon, Batman continuă să acționeze în afara legii, chiar dacă o are pe detectivul Yin ca un aliat în poliție. Batman începe să-și facă un nume pentru el însuși ca o forță a binelui atunci când salvează un grup de polițiști de la pieire. În acest sezon, actul său eroic îi determină pe ofițeri să-l susțină mai degrabă decât să-l urmărească ca criminal. În finalul sezonului, șeful poliției Rojas descoperă în cele din urmă implicarea lui Yin în Batman, forțând-o să meargă pe fugă. În acest moment, comisarul James Gordon (Mitch Pileggi), principalul personaj de poliție din majoritatea miturilor lui Batman, este în dezacord cu convingerea lui Rojas că Batman este un criminal. Comisarul Gordon în schimb crede că Batman este un aliat pentru poliția lui Gotham și este impresionat atunci când Batman și Yin îi prind pe Joker, Riddler și Ponguinul. El este dezvăluit a fi aliatul secret al lui Batman în afara ecranului și dezvoltă un refelctor de semnalizare, Semnalul Liliac, permițând lui Batman să știe că poliția este ferm de partea lui.
În acest sezon sunt introduși mai mulți răufăcători, printre care Rag Doll (Jeff Bennett), Riddler (Robert Englund), Killer Croc (Ron Perlman), Spellbinder (Michael Massee) și Solomon Grundy (Kevin Grievoux). Un alt personaj negativ, Hugo Strange (Frank Gorshin, care a fost actorul original al lui Riddler din serialul Batman din anii 1960, înlocuit mai târziu de Richard Green după moartea lui Gorshin), este prezent ca un personaj secundar în sezon. Personajele Yin și șeful de poliție Rojas îsi fac aparițiile finale la sfârșitul sezonului.

### Sezonul 3
În al treilea sezon, serialul introduce o încarnare mai tânără a lui Barbara Gordon (Danielle Judovits), care este fiica Comisarului Gordon. În cursul unei povești în două părți, ea devine în secret Batgirl. Secvența de titlu de deschidere s-a schimbat în acest sezon, schimbând tema originală (realizată de The Edge) pentru o temă mai ușoară și de anii 1960, realizată de Andy Sturmer. În timpul sezonului 3, Barbara încearcă să devină partenera lui Batman și să fie la fel un aliat la fel de bun ca și tatăl ei. Dar Batman îi refuză frecvent ajutorul ciuda fidelității sale ca aliat, dar în cele din urmă ea se dovedește lui până la sfârșitul sezonului.
Această poveste Batman-Batgirl diferă de cărțile de benzi desenate. În incarnările anterioare ale acestei povești, primul partener al lui Batman este Dick Grayson, care devine Robin și i se alătură lui Batman ca ucenic, plecând mai târziu de la el ca să devină Nightwing. Decizia ca Batgirl să fie primul partener al lui Batman în The Batman a fost datorată faptului că Robin a fost folosit în seria animată Tinerii Titani, care a fost difuzat pe Cartoon Network și din cauza unui embargo care prevenea apariția unor aliați și inamici ai lui Batman în mai multe seriale de animație bazate pe cărți de benzi desenate. Acest sezon vede de asemenea și distrugerea Batmobilului original, care este apoi înlocuit de o versiune actualizată pentru restul serialului.
În acest sezon au fost introduși mai mulți răufăcători noi din miturile Batman, printre care Poison Ivy (Piera Coppola), o altă versiune a lui Gearhead (Will Friedle), Maxie Zeus (Phil LaMarr), Toymaker (Patton Oswalt), Prank (Michael Reisz), Temblor (Jim Cummings) și DAVE (Jeff Bennett). Hugo Strange devine în cele din urmă un răufăcător în acest sezon, după ce a orchestrat evenimentele din " A Fistful of Felt" și "Gotham's Ultimate Criminal Mastermind". La finalul serialului, el este încarcerat în Azilul Arkham.

### Sezonul 4
După ce s-a terminat Tinerii Titani, cel de-al patrulea sezon îl introduce pe Dick Grayson (Evan Sabara). Episodul de deschidere al sezonului se concentrează pe originea lui Dick Grayson ca Robin. Prin pierderea părinților lui Grayson într-un accident de circ, el este adoptat de Bruce Wayne, care îl asistă pe Grayson în aducerea șefului mafiei responsabil pentru moartea părinților săi. Cel de-al doilea episod din sezon conduce la Batgirl devenind oficial parte din echipă, cu identitatea secretă a fiecărui membru fiind dezvăluită unul altuia. Această dezvăluire în cele din urmă duce la Batgirl și Robin formând o rivalitate frățească. Unul dintre cele mai importante momente ale sezonului 4 este episodul " Artifacts ", care a descris un posibil viitor în anul 3027. Cu scenele de retrospectivă până în 2027, audiența primește o privire a unui Batman mai în vârstă, Dick Grayson funcționând ca Nightwing (Jerry O' Connell) și Barbara Gordon, acum legată de un scaun cu rotile și devenind Oracolul (Kellie Martin). Episodul conține de asemenea elemente din The Dark Knight Returns de la Frank Miller, inclusiv designuri pentru costumului lui Batman și Batmobilul. În finalul sezonului, o invazie extraterestră a entităților numite "The Joining" face ca Batman să lucreze împreună cu un alt super-erou din universul DC și un membru original al Ligii Dreptății, Martian Manhunter, pentru a contracara planurile extratereștrilor. Atunci, Batman devine parte a Ligii Dreptății a Americii.
Mai mulți răufăcători cu noi interpretări sunt din nou prezentați, printre care Tony Zucco (Mark Hamill, care a dublat pe Joker în Universul de Animație DC), Killer Moth (Jeff Bennett), Black Mask (Ron Perlman), "Omul peste tot" (Brandon Routh), Harley Quinn (Hynden Walch) și Francis Gray (Dave Foley). Sezonul a încheiat povestea lui Ethan Bennett ca Clayface, incluzând o poveste care l-a îndreptat pe Bennett și l-a vindecat de starea lui. Acest lucru le-a oferit scenariștilor ocazia de a introduce versiunea lui Basil Karlo a ticălosului (Wallace Langham la prima apariție și Lex Lang în cea de-a doua apariție). Sezonul 4 a avut de asemenea o reproiectare a lui Bruce Wayne, cu o structură mai pătrată a feței și a bărbiei, făcându-l reminiscent designului lui Batman din Universul de Animație DC.
Acesta a fost ultimul sezon la care au participat Jeff Matsuda și Michael Jelenic, ambii plecând de la serial după finalul sezonului.

### Sezonul 5
Ultimul sezon al The Batman, sezonul 5, s-a concentrat în primul rând pe Batman și Robin, perechea făcând echipă cu unele din personajele Universului DC pentru a lupta împotriva unor răufăcători. Aceste echipe au inclus Superman (George Newbern, reluându-și rolul din Liga Dreptății și Liga Dreptății fără limite), Martian Manhunter (Dorian Harewood), Green Arrow (Chris Hardwick), Flash (Charlie Schlatter, care a dublat pe Flash în Superman: Seria animată), Green Lantern (Dermot Mulroney) și Hawkman (Robert Patrick). Producatorul Alan Burnett a descris sezonul ca fiind "sezonul The Brave and the Bold". Atât Batgirl, cât și comisarul Gordon au fost relegați la apariții de oaspete sau de cameo în timpul sezonului, unde Barbara Gordon, care a absolvit liceul, acum frecventează colegiul. Finalul serialului (prezentat ca un film de 40 de minute) cuprinde toți membrii Ligii Dreptății care au apărut în serial împreună cu Batgirl, luptând împotriva unui efort reînnoit al The Joining la invadarea Pământului.
Cei mai mulți răufăcători prezenți în acest sezon sunt reinterpretări ai celor care au luptat împotriva eroilor DC care au făcut echipă cu Batman. Aceste personaje includ Lex Luthor (Clancy Brown, întorcându-se din Universul de Animație DC), Mercy Graves (Gwendoline Yeo), Metallo (Lex Lang), Contele Vertigo (Greg Ellis), Wrath (Christopher Gorham), Toyman (Richard Green), Shadow Thief (Diedrich Bader), Sinestro (Miguel Ferrer) și Mirror Master (John Larroquette). Numai grupa Terrible Trio (David Faustino, Grey DeLisle și Googy Gress) și Phosphorus sunt reinterpretări ale răufăcătorilor lui Batman. Phosphorus diferă în serial din versiunea din benzile desenate, prin faptul că Firefly se mută în el, dându-i aceleași abilități radioactive și încorporând nebunia lui Phosphorus, iar Terrible Trio s-au mutat pe ei și pe victimele lor în hibriduri de oameni-animale folosind un mutagen creat de dr. Kirk Langstrom.

## Episoade
| Premiera originală | Premiera în România | Nr. | Titlu român               | Titlu original                        |
| ------------------ | ------------------- | --- | ------------------------- | ------------------------------------- |
|                    |                     |     |                           |                                       |
| SEZONUL 1          |                     |     |                           |                                       |
|                    |                     |     |                           |                                       |
| 11.09.2004         |                     | 01  | '                         | The Bat in the Belfry                 |
|                    |                     |     |                           |                                       |
| 18.09.2004         |                     | 02  | '                         | Traction                              |
|                    |                     |     |                           |                                       |
| 25.09.2004         |                     | 03  | '                         | Call of the Cobblepot                 |
|                    |                     |     |                           |                                       |
| 02.10.2004         |                     | 04  | '                         | The Man Who Would be Bat              |
|                    |                     |     |                           |                                       |
| 30.10.2004         |                     | 05  | '                         | The Big Chill                         |
|                    |                     |     |                           |                                       |
| 06.11.2004         |                     | 06  | '                         | The Cat and the Bat                   |
|                    |                     |     |                           |                                       |
| 13.11.2004         |                     | 07  | '                         | The Big Heat                          |
|                    |                     |     |                           |                                       |
| 20.11.2004         |                     | 08  | '                         | Q&A                                   |
|                    |                     |     |                           |                                       |
| 27.11.2004         |                     | 09  | '                         | The Big Dummy                         |
|                    |                     |     |                           |                                       |
| 05.02.2005         |                     | 10  | '                         | Topsy Turvy                           |
|                    |                     |     |                           |                                       |
| 12.02.2005         |                     | 11  | '                         | Bird of Prey                          |
|                    |                     |     |                           |                                       |
| 30.04.2005         |                     | 12  | '                         | The Rubberface of Comedy              |
|                    |                     |     |                           |                                       |
| 07.05.2005         |                     | 13  | '                         | The Clayface of Tragedy               |
|                    |                     |     |                           |                                       |
| SEZONUL 2          |                     |     |                           |                                       |
|                    |                     |     |                           |                                       |
| 14.05.2005         |                     | 14  | '                         | The Cat, the Bat and the Very Ugly    |
|                    |                     |     |                           |                                       |
| 21.05.2005         |                     | 15  | '                         | Riddled                               |
|                    |                     |     |                           |                                       |
| 28.05.2005         |                     | 16  | '                         | Fire & Ice                            |
|                    |                     |     |                           |                                       |
| 04.06.2005         |                     | 17  | '                         | The Laughing Bat                      |
|                    |                     |     |                           |                                       |
| 11.06.2005         |                     | 18  | '                         | Swamped                               |
|                    |                     |     |                           |                                       |
| 18.06.2005         |                     | 19  | '                         | Pets                                  |
|                    |                     |     |                           |                                       |
| 25.06.2005         |                     | 20  | '                         | Meltdown                              |
|                    |                     |     |                           |                                       |
| 09.07.2005         |                     | 21  | '                         | JTV                                   |
|                    |                     |     |                           |                                       |
| 16.07.2005         |                     | 22  | '                         | Ragdolls to Riches                    |
|                    |                     |     |                           |                                       |
| 20.08.2005         |                     | 23  | '                         | The Butler Did It                     |
|                    |                     |     |                           |                                       |
| 27.08.2005         |                     | 24  | '                         | Grundy's Night                        |
|                    |                     |     |                           |                                       |
| 03.09.2005         |                     | 25  | '                         | Strange Minds                         |
|                    |                     |     |                           |                                       |
| 10.09.2005         |                     | 26  | '                         | Night and the City                    |
|                    |                     |     |                           |                                       |
| SEZONUL 3          |                     |     |                           |                                       |
|                    |                     |     |                           |                                       |
| 17.09.2005         |                     | 27  | '                         | Batgirl Begins                        |
| 24.09.2005         |                     | 28  | '                         | Batgirl Begins                        |
|                    |                     |     |                           |                                       |
| 01.10.2005         |                     | 29  | '                         | A Dark Knight to Remember             |
|                    |                     |     |                           |                                       |
| 08.10.2005         |                     | 30  | '                         | A Fistful of Felt                     |
|                    |                     |     |                           |                                       |
| 05.11.2005         |                     | 31  | '                         | RPM                                   |
|                    |                     |     |                           |                                       |
| 12.11.2005         |                     | 32  | '                         | Brawl                                 |
|                    |                     |     |                           |                                       |
| 19.11.2005         |                     | 33  | '                         | The Laughing Cats                     |
|                    |                     |     |                           |                                       |
| 26.11.2005         |                     | 34  | '                         | Fleurs du Mal                         |
|                    |                     |     |                           |                                       |
| 04.02.2006         |                     | 35  | '                         | Cash for Toys                         |
|                    |                     |     |                           |                                       |
| 11.02.2006         |                     | 36  | '                         | The Apprentice                        |
|                    |                     |     |                           |                                       |
| 18.02.2006         |                     | 37  | '                         | Thunder                               |
|                    |                     |     |                           |                                       |
| 06.05.2006         |                     | 38  | '                         | The Icy Depths                        |
|                    |                     |     |                           |                                       |
| 13.05.2006         |                     | 39  | '                         | Gotham's Ultimate Criminal Mastermind |
|                    |                     |     |                           |                                       |
| SEZONUL 4          |                     |     |                           |                                       |
|                    |                     |     |                           |                                       |
| 23.09.2006         |                     | 40  | '                         | A Matter of Family                    |
|                    |                     |     |                           |                                       |
| 30.09.2006         |                     | 41  | '                         | Team Penguin                          |
|                    |                     |     |                           |                                       |
| 07.10.2006         |                     | 42  | '                         | Clayfaces                             |
|                    |                     |     |                           |                                       |
| 04.11.2006         |                     | 43  | '                         | The Everywhere Man                    |
|                    |                     |     |                           |                                       |
| 11.11.2006         |                     | 44  | '                         | The Breakout                          |
|                    |                     |     |                           |                                       |
| 18.11.2006         |                     | 45  | '                         | Strange New World                     |
|                    |                     |     |                           |                                       |
| 03.02.2007         |                     | 46  | '                         | Artifacts                             |
|                    |                     |     |                           |                                       |
| 10.02.2007         |                     | 47  | '                         | Timeout                               |
|                    |                     |     |                           |                                       |
| 17.02.2007         |                     | 48  | '                         | Riddler's Revenge                     |
|                    |                     |     |                           |                                       |
| 24.02.2007         |                     | 49  | '                         | Two of a Kind                         |
|                    |                     |     |                           |                                       |
| 03.03.2007         |                     | 50  | '                         | Rumors                                |
|                    |                     |     |                           |                                       |
| 28.04.2007         |                     | 51  | '                         | The Joining                           |
| 05.05.2007         |                     | 52  | '                         | The Joining                           |
|                    |                     |     |                           |                                       |
| SEZONUL 5          |                     |     |                           |                                       |
|                    |                     |     |                           |                                       |
| 22.09.2007         |                     | 53  | '                         | The Batman/Superman Story             |
| 29.09.2007         |                     | 54  | '                         | The Batman/Superman Story             |
|                    |                     |     |                           |                                       |
| 06.10.2007         |                     | 55  | '                         | Vertigo                               |
|                    |                     |     |                           |                                       |
| 13.10.2007         |                     | 56  | '                         | White Heat                            |
|                    |                     |     |                           |                                       |
| 03.11.2007         |                     | 57  | '                         | A Mirror Darkly                       |
|                    |                     |     |                           |                                       |
| 10.11.2007         |                     | 58  | '                         | Joker Express                         |
|                    |                     |     |                           |                                       |
| 08.12.2007         |                     | 59  | '                         | Ring Toss                             |
|                    |                     |     |                           |                                       |
| 15.12.2007         |                     | 60  | '                         | The Metal Face of Comedy              |
|                    |                     |     |                           |                                       |
| 02.02.2008         |                     | 61  | '                         | Attack of the Terrible Trio           |
|                    |                     |     |                           |                                       |
| 09.02.2008         |                     | 62  | '                         | The End of the Batman                 |
|                    |                     |     |                           |                                       |
| 16.02.2009         |                     | 63  | '                         | What Goes Up...                       |
|                    |                     |     |                           |                                       |
| 08.03.2008         |                     | 64  | '                         | Lost Heroes                           |
| 08.03.2008         | 65                  |     | '                         | Lost Heroes                           |
|                    |                     |     |                           |                                       |
| FILM               |                     |     |                           |                                       |
|                    |                     |     |                           |                                       |
| 18.10.2005         |                     | F1  | Batman contra lui Dracula | The Batman vs. Dracula                |

## Home media
Toate lansările pe DVD ale serialului The Batman au fost lansate de Warner Home Video (prin intermediul DC Entertainment și Warner Bros. Family Entertainment ) și prezentate în versiunea originală de difuzare și în ordinea continuității povestilor. Comunicatele de DVD ale lui The Batman sunt de asemenea prezentate în raport de aspect 4:3 fullscreen. Cu toate acestea, întreaga serie este disponibilă în widescreen 16:9 pe Amazon Video, Blu-ray, Google Play, HBO Max și Xbox Video Store. Primele două sezoane și filmul Batman contra lui Dracula sunt disponibile pe iTunes în 16:9.
- The Complete First Season (2 discuri, episoadele 1–13) (data lansării: 7 februarie 2006)
- The Complete Second Season (2 discuri, episoade 14–26) (data lansării: 12 septembrie 2006)
- The Complete Third Season (2 discuri, episoadele 27–39) (data lansării: 10 aprilie 2007)
- The Complete Fourth Season (2 discuri, episoade 40–52) (data lansării: 20 noiembrie 2007)
- The Complete Fifth Season (2 discuri, episoade 53–65) (data lansării: 8 iulie 2008)
- The Complete Series Blu-ray (6 discuri, data lansării: 1 martie 2022; nu include filmul Batman contra lui Dracula)
- Batman contra lui Dracula (1 disc, film de animație lungmetraj) (data lansării: 18 octombrie 2005)

## The Batman Strikes!
The Batman Strikes! este o serie de cărți de benzi desenate de la DC care îl prezintă pe Batman și este o serie de cărți de benzi desenate spinoff al serialului The Batman. Parte din linia DC pentru cititori tineri, seria a durat 50 de numere în total, ultimul număr fiind lansat în octombrie 2008.

### Ediții colecționate
| Titlu                                          | Material colecționat | ISBN                  |
| ---------------------------------------------- | -------------------- | --------------------- |
| The Batman Strikes! Volume 1: Crime Time       | #1–5                 | SC: 978-1-4012-0509-6 |
| The Batman Strikes! Volume 2: In Darkest Night | #6–10                | SC: 978-1-4012-0510-2 |
| The Batman Strikes! Volume 3: Duty Calls       | #11–14, 16–18        | SC: 978-1-4012-1548-4 |